# Xiushan
För andra betydelser, se Xiushan (olika betydelser).
Xiushan, tidigare stavat Siushan, är ett autonomt härad för tujia- och miao-folken. Det ligger i Chongqings storstadsområde i sydvästra Kina.
Xiushan tillhörde tidigare Sichuan-provinsen, men överfördes till Chongqing när staden fick provinsstatus 1997.

## Administrativ indelning
Häradet är indelat i fem stadsdelsdistrikt, 16 köpingar och sex socknar.
Stadsdelsdistrikt (jiedao):

- Guanzhuang (官庄街道)
- Pingkai (平凯街道)
- Qingxichang (清溪场街道)
- Wuyang (乌杨街道)
- Zhonghe (中和街道)

Köpingar (zhen):

- Aikou (隘口镇)
- Erong (峨溶镇)
- Gaotian (膏田镇)
- Hong'an (洪安镇)
- Lanqiao (兰桥镇)
- Liren (里仁镇)
- Longchi (龙池镇)
- Meijiang (梅江镇)
- Miaoquan  (妙泉镇)
- Rongxi (溶溪镇)
- Shidi (石堤镇)
- Shiye (石耶镇)
- Songnong (宋农镇)
- Xikou (溪口镇)
- Yajiang (雅江镇)
- Zhongling (钟灵镇)

Socknar (xiang):

- Cenxi (岑溪乡)
- Daxi (大溪乡)
- Haiyang (海洋乡)
- Xiaoxi (孝溪乡)
- Yongdong (涌洞乡)
- Zhongping (中平乡)